# ریسابورو تومیناگا
ریسابورو تومیناگا (انگلیسی: Risaburo Tominaga؛ زادهٔ ۱۴ فوریهٔ ۱۹۳۰ - درگذشته نامشخص) کشتی‌گیر اهل ژاپن بود.